# Efeito da vítima identificável
O "efeito de vítima identificável" refere-se à tendência dos indivíduos de oferecerem maior ajuda quando uma pessoa específica, definida e identificável ("vítima") é observada sob privação, em comparação com um grande grupo vagamente definido com a mesma necessidade. O efeito também é observado quando os sujeitos administram punição em vez de recompensa. A pesquisa mostrou ainda que os indivíduos podem ser mais propensos a punir, mesmo às suas próprias custas, quando estão punindo indivíduos específicos e identificáveis ("perpetradores").
Imagens e representações concretas costumam ser fontes mais poderosas de persuasão do que certas estatísticas abstratas. Por exemplo, Ryan White contraiu o HIV aos 13 anos e lutou contra a doença até sucumbir — o que ocorreu cerca de seis anos depois. Após sua morte, o congresso dos Estados Unidos aprovou o Ryan White Care Act, que financiou o maior conjunto de serviços para pessoas que vivem com a AIDS no país.

## Origem
A conceituação do efeito de vítima identificável, como é conhecido hoje, é comumente atribuída ao economista americano Thomas Schelling. Ele escreveu que o dano a uma pessoa em particular invoca “ansiedade e sentimento, culpa e temor, responsabilidade e religião, [mas] ... a maior parte dessa grandiosidade desaparece quando lidamos com morte estatística”.

## Explicações

### Avaliaçãoex postvsex ante
A decisão de salvar uma vítima identificável é tomada ex post, o que significa que é feita depois que a vítima está em perigo. Em contraste, a decisão de salvar uma vítima estatística é frequentemente tomada ex ante, como uma medida preventiva para evitar que o indivíduo esteja em perigo. Quando os riscos por algumas pessoas, de não ajudar uma vítima, elas consideram a probabilidade de serem responsáveis e culpadas. Essa probabilidade é muito maior com vítimas identificáveis do que com vítimas estatísticas, porque não se pode prever com precisão a probabilidade de uma tragédia ocorrer no futuro e, portanto, não se pode ser responsabilizado por tragédias que possam ocorrer no futuro. (embora, Jenni e Loewensteinem trabalho de 1997 não tenham encontrado nenhuma evidência para apoiar o efeito de ex post / ex ante em IVE)
Essa explicação é mais próxima do que Thomas Schelling sugeriu em seu — agora famoso — artigo.

### Nitidez
Vítimas identificáveis, como seu nome sugere, têm características que as tornam identificáveis. Detalhes sobre sua situação difícil, histórico familiar, histórico educacional, etc., são compartilhados pela mídia e trazidos à atenção do público. As histórias são emocionantes, com vítimas frequentemente retratadas como inocentes e indefesas. Por exemplo, Perrault et al. testou uma mensagem identificável de vítima humana, em relação a uma vítima animal identificável (ou seja, um esquilo) usando o contexto das consequências de espalhar lixo, e descobriu que a mensagem de animal identificável - uma criatura inocente e indefesa - gerava maiores níveis de angústia e empatia do que a mensagem humana identificável. Imagens e vídeos da vítima são frequentemente compartilhados e o público pode acompanhar a situação da vítima em tempo real. Estudos indicaram anteriormente que as pessoas respondem mais a informações gráficas concretas do que a informações estatísticas abstratas. A vivacidade das vítimas identificáveis cria uma sensação de familiaridade e proximidade social (oposto de distância social). Portanto, as vítimas identificáveis provocam maiores reações das pessoas do que as vítimas estatísticas. (Embora, Jenni e Loewenstein em trabalho de 1997 não tenham encontrado nenhuma evidência para apoiar este efeito.)

### Efeito de certeza, busca de risco para perdas e aversão à perda
O efeito de certeza e a busca pelo risco de perdas se reforçam. O efeito de certeza é a inclinação de atribuir peso desproporcionalmente maior a certos resultados do que a resultados incertos, porém prováveis. As consequências para as vítimas identificáveis são vistas como certas, enquanto as consequências para as vítimas estatísticas são vistas como probabilísticas. A pesquisa também mostrou a tendência das pessoas em buscar o risco de perdas. Uma certa perda é vista de forma mais negativa do que uma perda incerta com o mesmo valor esperado. Intimamente relacionado a isso está a tendência das pessoas a serem avessas à perda. Eles veem o salvamento de uma vida estatística como um ganho, ao passo que salvar uma vítima identificável é visto como evitar uma perda. Juntos, esses efeitos resultam em pessoas sendo mais propensas a ajudar certas vítimas identificáveis do que vítimas estatísticas incertas.

### Resposta ao tamanho relativo do grupo de referência
O risco concentrado é percebido como maior do que o mesmo risco disperso por uma população mais ampla. Vítimas identificáveis são o seu próprio grupo de referência; se não receberem ajuda, considera-se que todo o grupo de referência perece. Para ilustrar este ponto, considere uma explosão em uma plataforma de petróleo marítima onde trabalham 50 pessoas. Suponha que todas as 50 pessoas morram na explosão: isso representa 50 das milhares de pessoas que trabalham em plataformas de petróleo offshore. No entanto, o grupo de referência não são os milhares de pessoas que trabalham em plataformas de petróleo, mas sim as 50 pessoas que trabalham nesta plataforma de petróleo offshore, em particular. Portanto, isso é percebido como 50 de 50 pessoas que morrerão com certeza. Portanto, ao ajudá-las, uma proporção significativa do grupo de referência pode ser salva.
A resposta das pessoas à proporção do grupo de referência que pode ser salvo contribui de forma tão significativa para o efeito de vítima identificável que esse efeito poderia ser renomeado como “porcentagem do efeito do grupo de referência salvo”.

## Implicações e exemplos

### Ajuda
Uma implicação do efeito de vítima identificável é que vítimas identificáveis têm mais probabilidade de receber ajuda do que vítimas estatísticas.
Um incidente que aparece com frequência na literatura é o auxílio dado a Jessica McClure e sua família. Em 14 de outubro de 1987, Jessica McClure, de 18 meses, caiu em um poço estreito na creche da casa de sua tia em Midland, Texas. Em poucas horas, 'Baby Jessica', como ficou conhecida, ganhou as manchetes nos Estados Unidos. O público reagiu com simpatia por sua provação. Enquanto equipes de resgate, paramédicos e voluntários trabalharam para resgatar com sucesso 'Baby Jessica' em 58 horas, um total de US $ 700.000 foi acumulado nesse tempo. Mesmo depois de receber alta do hospital, a família McClure foi inundada com cartões e presentes de membros do público, bem como uma visita do então vice-presidente George HW Bush e um telefonema do então presidente Ronald Reagan.

### Punição
Sugere-se que o efeito de vítima identificável seja um caso específico de um “outro efeito identificável” mais geral. Como tal, também tem efeito sobre as punições. As pessoas preferem punir transgressores identificados em vez de transgressores não identificados quando podem escolher entre os dois. As pessoas também exercem punições mais severas em transgressores identificados do que não identificados.
Os indivíduos também têm maior probabilidade de atribuir a culpa a um transgressor identificado se sentirem que foram injustiçados. Há também um desejo crescente de punições severas que persiste até mesmo quando o auto sacrifício é necessário para punir o transgressor. Esse efeito pode ser possivelmente explicado pelo aumento da raiva sentida em relação a um transgressor identificado, e não a um transgressor não identificado. Isso apoia a teoria de “vivacidade” como fonte do efeito de vítima identificável (Small & Loewenstein, 2005).

### Políticas públicas

#### Assistência médica
O efeito de vítima identificável também pode influenciar os cuidados de saúde, tanto a nível individual como nacional (Redelmeir & Tversky, 1990). No nível individual, os médicos são mais propensos a recomendar tratamentos caros, mas potencialmente salvadores, para um paciente individual, em vez de para um grupo de pacientes. Esse efeito não se limita aos profissionais médicos, pois os leigos demonstram esse mesmo viés em oferecer tratamentos mais caros para pacientes individuais (Redelmeir & Tversky, 1990). Em nível nacional, é muito mais provável que o povo americano contribua com um tratamento caro para salvar a vida de uma pessoa, em vez de gastar quantias muito menores em medidas preventivas que poderiam salvar a vida de milhares por ano. Em função do individualismo americano, essa tendência nacional para tratamentos caros ainda prevalece hoje (Toufexis & Bjerklie, 1993).
A necessidade de enfrentar os problemas enfrentados pelos sofredores da AIDS foi trazida à vanguarda política como resultado da situação legal e social de uma vítima da AIDS em particular, Ryan White. Suas circunstâncias e campanha por maior financiamento para a pesquisa da AIDS foram amplamente divulgadas na mídia, o que culminou com a aprovação de uma legislação para fornecer apoio financeiro aos sofredores da AIDS e suas famílias em 1990, logo após a morte de White.

#### Justiça Criminal
Uma vez que o efeito de vítima identificável pode influenciar a punição, tem o potencial de minar o sistema de julgamento por júri (Small & Loewenstein, 2005). Os jurados, ao deliberar, trabalham com um perpetrador identificável e, portanto, podem anexar emoções negativas (por exemplo, nojo, raiva) ao indivíduo ou atribuir maior culpa ao proferir uma sentença severa. Os legisladores, que são incapazes de ver o infrator individual, sendo quase totalmente removidos emocionalmente, podem na verdade ter pretendido uma sentença mais branda. Isso pode produzir um veredicto mais severo do que as diretrizes legais recomendam ou permitem. No outro extremo, os jurados podem sentir simpatia, relacionando-se com o perpetrador em um nível não experimentado pelos formuladores de políticas, levando a um veredicto mais brando do que o legalmente apropriado ou permitido (Small & Loewenstein, 2005).
Normalmente, em investigações de crimes, as forças de segurança ocultam qualquer informação sobre a identidade dos suspeitos até que tenham fortes evidências de que os suspeitos são confiáveis. Quando as identidades dos suspeitos são reveladas por meio da descrição de suas características ou divulgação de suas imagens, a cobertura da mídia e a discussão pública sobre o assunto aumentam. Por um lado, o discurso público pode se tornar cada vez mais negativo e hostil, ou, se o perpetrador for simpático, o apoio ao perpetrador pode crescer. Isso ocorre porque as pessoas experimentam uma reação emocional maior em relação a um perpetrador concreto e identificável do que a um perpetrador abstrato e não identificável.

##### Brady Bill
James S. Brady, o então secretário de imprensa da Casa Branca, estava entre as três vítimas de danos colaterais na tentativa de assassinato do presidente Reagan em 1981. Brady foi explicitamente citado em relatos sobre o tiroteio, em contraste com os outros dois feridos, um policial do Distrito de Columbia e um agente do Serviço Secreto. A reação política foi amplamente focada nos ferimentos de Brady, o que levou à promulgação da Lei de Prevenção da Violência de Arma de Fogo Brady de 1993. Ela afirma que é obrigatório que os negociantes de armas de fogo realizem pesquisas sobre os antecedentes dos compradores de armas de fogo.

### Ética de negócios
De acordo com um estudo de 2016 de Yam e Reynolds, a crescente ausência do efeito de vítima identificável no mundo dos negócios pode contribuir para um aumento do comportamento antiético nos negócios. Com uma estrutura de negócios cada vez mais globalizada, o efeito de vítima identificável pode se tornar naturalmente mediado, liberando líderes de negócios e funcionários para se envolverem em comportamento antiético sem culpa ou sofrimento emocional. Isso pode ser possível porque a globalização resulta em menos contato face a face, diminuindo a identificabilidade de possíveis vítimas. A pesquisa sugere que os líderes empresariais, assim como os trabalhadores, são mais propensos a se envolver em comportamento antiético quando as vítimas de seu comportamento são anônimas. No nível executivo, um possível resultado disso é a mercantilização e exploração do trabalhador. No nível do trabalhador, os funcionários de uma empresa são possivelmente mais propensos a roubar da empresa ou mentir em um relatório se não acreditarem que esse comportamento afetará negativamente um colega de trabalho reconhecível. Uma diminuição no número de colegas de trabalho reconhecíveis poderia, portanto, potencialmente levar a um aumento no comportamento antiético dos trabalhadores (Yam & Reynolds, 2016). A pesquisa também sugere que observadores externos, não apenas perpetradores, veem o comportamento antiético como menos antiético se a vítima do comportamento antiético não for identificada (Gino, Shu, & Bazerman, 2010). Isso poderia resultar em menos protestos públicos contra práticas antiéticas em um ambiente de negócios globalizado, onde as vítimas geralmente não são vistas.

## Fatores moderadores

### Ansiedade de apego
Altos níveis de ansiedade de apego podem aumentar o poder do efeito de vítima identificável. Pesquisas indicam que indivíduos com altos níveis de ansiedade de apego podem doar mais para vítimas identificadas e doar menos para vítimas não identificadas do que a pessoa média (Kogut & Kogut, 2013). De acordo com um estudo de Kogut % Kogut, a ansiedade de apego pode reduzir a expressão de tendências altruístas, comumente demonstradas por doações de caridade. Os pesquisadores levantam a hipótese de que isso ocorre porque os indivíduos ansiosamente apegados concentram seu tempo e energia em lidar com suas próprias vulnerabilidades, deixando-os sem energia mental para se concentrar no bem-estar dos outros. No entanto, isso só seria verdade para o indivíduo não identificado. Quando confrontados com uma vítima identificada, indivíduos ansiosamente apegados tendem a doar mais dinheiro do que o indivíduo médio. Isso se alinha com pesquisas anteriores, indicando que pessoas com apego ansioso experimentam significativamente mais sofrimento pessoal do que aqueles apegados com segurança quando confrontados com vítimas necessitadas (Mikulincer et al., 2001).
Embora pessoas ansiosamente apegadas possam participar de comportamentos pró-sociais, como doar dinheiro para uma instituição de caridade, suas ações não são sugeridas como resultado de tendências altruístas, mas sim "positivamente correlacionadas com motivos egoístas, em vez de motivos altruístas para ajudar e se voluntariar" ( Kogut, T. & Kogut E., 2013, p. 652). Assim, os pesquisadores levantam a hipótese de que indivíduos com apego ansioso têm maior probabilidade de ajudar as vítimas identificadas apenas porque se beneficiarão pessoalmente. Isso ocorre possivelmente porque a vítima identificada pode satisfazer o desejo de apego pessoal, não porque a vítima esteja em necessidade. É importante observar que sua maior utilidade se estende apenas a ações fáceis e sem esforço, como doar dinheiro. Não se estende a ações particularmente difíceis ou difíceis, como doar tempo (Kogut & Kogut, 2013).

### Culpa
A pesquisa sugere que a culpa reduz o poder do efeito de vítima identificável (Yam & Reynolds, 2016). Antes de se envolver em um comportamento, o indivíduo realiza uma avaliação dos possíveis resultados emocionais desse comportamento. Um indivíduo é atraído por comportamentos que o fariam feliz e repelido por aqueles que o deixariam chateado. Assim, uma pessoa com um alto nível de culpa é atraída para atos altruístas porque servem para aliviar as emoções negativas que está experimentando. Consequentemente, a presença de culpa pode, na verdade, aumentar a ocorrência de comportamentos altruístas, como doações de caridade, independentemente de a vítima que estão ajudando ser identificada ou não. A pesquisa também sugere que a culpa antecipada reduz a ocorrência de comportamento antiético que pode afetar negativamente uma vítima identificada (Yam & Reynolds, 2016). Isso pode ocorrer porque, afetando consciente e negativamente uma vítima reconhecível, o indivíduo que se envolve em um comportamento antiético pode sentir angústia e emoções negativas.

### Estilo de raciocínio
A pesquisa sugere que as diferenças individuais no estilo de raciocínio moderam o efeito de vítima identificável (Friedrich & McGuire, 2010). Dois métodos diferentes de raciocínio são “experiencial” e “racional”. O pensamento experiencial (por exemplo, pensamento baseado em emoções) é automático, contextual e fluido, e o pensamento racional (por exemplo, pensamento baseado em lógica) é deliberativo, analítico e descontextualizado. Os estilos de pensamento experiencial podem aumentar o poder do efeito de vítima identificável, e os estilos de pensamento racional podem diminuir o poder do efeito de vítima identificável. Os pesquisadores teorizam que essas diferenças ocorrem porque os pensadores experienciais contam com respostas emocionais em relação a um problema ao tomar uma decisão. Em contraste, os pensadores racionais analisam a situação como um todo antes de tomar uma decisão. Assim, uma pessoa que pensa racionalmente responderia a todas as vítimas igualmente, não dando preferência àquelas especificamente nomeadas ou identificadas de outra forma, da mesma forma que pensadores experienciais seriam atraídos para a vítima identificada com mais carga emocional (Friedrich & McGuire, 2010). No entanto, pesquisas conduzidas durante a pandemia COVID-19 descobriram que os efeitos identificáveis da vítima nos comportamentos de promoção da saúde pública não foram apenas detectados, mas também não foram mediados por testes comportamentais de estilo de raciocínio.

## Crítica
O efeito de vítima identificável foi contestado na academia. Os críticos argumentam que, quando uma vítima é identificada, informações como idade e sexo da vítima são reveladas e as pessoas são especialmente compreensivas em resposta a essas informações, em vez da identificabilidade per se.
Em 2003, Deborah Small e George Loewenstein conduziram um experimento que mitigou esse problema. A identificabilidade foi estritamente limitada à determinação da identidade da vítima. Portanto, a vítima já havia sido identificada, independentemente de os participantes saberem ou não de algo específico sobre sua identidade. As circunstâncias da vítima eram mais palpáveis e, portanto, suscitaram maior simpatia dos participantes. Em contraste, as identidades das vítimas estatísticas ainda não foram determinadas. Como tal, os participantes acharam mais difícil simpatizar com vítimas indeterminadas.

### Identificação
Em certas situações, a identificação de uma vítima pode realmente reduzir a quantidade de ajuda oferecida a essa pessoa. A pesquisa sugere que se um indivíduo é visto como responsável por sua situação, as pessoas são menos propensas a oferecer ajuda do que se a vítima não fosse identificada (Kogut, 2011). A maioria das pesquisas dedicadas ao efeito de vítima identificável evita o tópico da culpa, usando indivíduos explicitamente inocentes, como crianças que sofrem de uma doença (Kogut & Ritov, 2005). No entanto, existem situações do mundo real em que as vítimas podem ser consideradas culpadas por sua situação atual. Por exemplo, em um estudo de 2011 realizado por Kogut, os indivíduos eram menos propensos a oferecer ajuda a uma vítima de AIDS se a vítima tivesse contraído AIDS por meio de contato sexual do que se o indivíduo nascesse com AIDS. Em outras palavras, os indivíduos eram menos propensos a oferecer ajuda às vítimas se fossem vistos como pelo menos parcialmente responsáveis por sua situação. Um metaestudo realizado em 2016 apóia esses achados, relatando que as doações de caridade foram maiores quando a vítima mostrou pouca responsabilidade por sua vitimização (Lee & Feeley, 2016).
Nesses casos em que é possível culpar a vítima, a identificação dos indivíduos pode não induzir simpatia e pode, na verdade, aumentar a percepção negativa da vítima (Kogut, 2011). Essa redução na ajuda é ainda mais pronunciada se o indivíduo acredita na hipótese do mundo justo, que é a tendência de as pessoas culparem a vítima pelo que lhes aconteceu. Esse padrão de culpa resulta do desejo de acreditar que o mundo é previsível e ordeiro e que aqueles que sofrem devem ter feito algo para merecer seu sofrimento.

### Aplicabilidade individual
A pesquisa pode indicar que o efeito de vítima identificável afeta apenas indivíduos identificados, não grupos identificados (Kogut & Ritov, 2005). Um estudo de 2005 realizado por Kogut e Ritov perguntou aos participantes quanto estariam dispostos a doar para uma criança gravemente doente ou para um grupo de oito crianças gravemente doentes. Embora a identificação de cada criança tenha aumentado as doações, a identificação do grupo de crianças como um todo não aumentou. Os pesquisadores também descobriram que, embora tanto o indivíduo quanto o grupo evocassem quantidades semelhantes de empatia, as vítimas individuais evocavam mais sofrimento emocional do que os grupos de vítimas. Continuando com isso, os pesquisadores levantaram a hipótese de que o sofrimento emocional, e não a empatia, parece estar positivamente correlacionado com o desejo de ajudar, ou "disposição para contribuir". Isso apóia a ideia de que atos altruístas podem servir como mecanismos de enfrentamento para aliviar emoções negativas, como a culpa (Yam & Reynolds, 2016). Isso também apóia pesquisas anteriores que sugerem que o sofrimento e a simpatia são os fatores emocionais que impulsionam o efeito de vítima identificável (Erlandsson, Björklund, & Bäckström, 2015).

### Replicabilidade
Uma meta-análise de mais de 40 experimentos encontrou um efeito de vítima identificável meta-analítico de "r = .05 ~ = d = .10", que é um efeito "nulo" ou "pequeno", dependendo de qual efeito convenção de rotulagem de tamanho que os pesquisadores adotam. Pesquisa conduzida durante a pandemia COVID-19 confirmou que o efeito de vítimas identificáveis em mensagens de saúde pública não teve efeito significativo ou um efeito reverso de vítima identificável em comportamentos pró-saúde, como lavar as mãos, usar máscara e ficar em casa. Embora esses dados não possam excluir de forma conclusiva a possibilidade de efeitos identificáveis na vítima, eles lançam dúvidas sobre sua confiabilidade e magnitude.